# Laurent Courthaliac
 (août 2024).
Laurent Courthaliac, né en 1973 au Puy-en-Velay, est un pianiste de jazz français.

## Biographie
Laurent Courthaliac commence le piano en autodidacte en 1991. Il entre dans la classe de Mario Stantchev au conservatoire de Lyon en 1994 pendant un an jusqu'à l'obtention du diplôme de fin d'étude de piano jazz (médaille d'or à l'unanimité du jury).
Il rencontre la même année les musiciens avec qui il forme le collectif Mû et participe à la création du club « Le Crescent » à Mâcon. Il va accompagner dans ce lieu de nombreux musiciens de passage, tels que Steve Grossman, Charles Bellonzi, Serge Lazarevitch ou Yannick Rieu.
Il remporte en 1995, avec le Collectif Mû le premier prix de groupe du festival de Vienne en 1995, et en 1996 le prix du Concours national de jazz de la Défense à Paris. La même année il enregistre un disque Live au Crescent avec la même formation (Seventh Records).
Il s'installe à Paris en 1997 et participe activement au collectif des nuits blanches du Petit Opportun dont il devient l'un des pianistes maison. Il joue alors au sein de diverses formations en quartet avec Nicolas Dary, en quintet avec David Sauzay et Gaël Horellou (enregistrement en 1999 à Barcelone du CD Versus pour Fresh Sound New Talents), Xavier Richardeau quintet.
Il joue entre autres dans le groupe du contrebassiste Luigi Trussardi pendant plusieurs années, avec qui il enregistre le disque Introspection pour le label Elabeth (2000). Avec ce groupe il participe à deux hommages pour Radio France : l'un consacré à Bud Powell et Thelonious Monk en 2000, et l'autre à Gigi Gryce en 2001.
En 2002 il devient le pianiste maison du club de jazz parisien Le Franc Pinot. Parallèlement il étudie le piano jazz avec Alain Jean-Marie, puis à partir de mars 2003 avec Barry Harris, de manière régulière et intensive. Il se produit très régulièrement dans les clubs parisiens et dans les festivals, en leader ou en sideman, avec Xavier Richardeau, Christian Escoudé, Yves Brouqui, Lee Konitz, Pierrick Pedron...
Il enregistre en 2004 son premier disque en leader avec le batteur Philippe Soirat et le contrebassiste Gilles Naturel. Ce disque sort en 2005 sur le label Nocturne et obtient quatre étoiles sur le magazine Jazzman ainsi qu'un R9 sur le magazine Classic-Répertoire.
Laurent joue en 2006 dans le quartet de Patrick Artero et dans son quintet, le « Thelonious Monk Project » avec les saxophonistes Pierrick Pedron et Xavier Richardeau. En 2007 il enregistre un duo avec Elisabeth Kontomanou.
Il se produit  ensuite avec elle entre 2008 et 2012 en France comme à étranger. Lors d'un concert avec l’orchestre symphonique dirigé par Jacques Mercier à l’arsenal de Metz, ils enregistrent le disque Live At Arsenal (Plus Loin Music).
Il enregistre en 2010 The music of Horace Silver (Elabeth), un disque de Yves Brouqui avec Joe Stasser à la batterie.
Son Album Pannonica (Jazz Village/Harmonia mundi) est un hommage à Pannonica de Koenigswarter. Paru le 5 novembre 2013, il est le fruit de nombreux séjours à New York. Cet album réunit les contrebassistes Ron Carter et Clovis Nicolas et le batteur Rodney Green.
Rendant hommage au cinéma en général et à Woody Allen en particulier, il enregistre en octet (piano, contrebasse, batterie, trompette, trombone et 3 saxophones) All My Life, qui reprend des musiques issues de Manhattan et Tout le monde dit I love you. Tous les arrangements sont de Laurent Courthaliac, orchestrés par Jon Boutellier. L'album paraît en septembre 2016.

## Discographie

### En tant que leader
- 2005 : The Scarlet Street (Plus Loin Music)
- 2013 : Pannonica (Jazz Village/Harmonia mundi)
- 2018 : At Barloyd's (Jazz&people)

### En tant que sideman
Avec Gaël Horellou - David Sauzay
- 1999 : Versus (Fresh Sound Records)

Avec Luigi Trussardi
- 2001 : Introspection (Elabeth/Believe)

Avec Elisabeth Kontomanou
- 2008 : Brewin’ the blues (Plus loin Music/Idol)
- 2009 : Siren song : live at arsenal (Plus loin Music/Idol)

Avec Yves Brouqui + 3
- 2011 : The music of Horace Silver (Elabeth/Believe)